# Abbaye de Saint-Hubert
Pour les articles homonymes, voir Saint-Hubert.
L'abbaye de Saint-Pierre en Ardenne ou abbaye de Saint-Hubert est une abbaye ayant existé entre 687 et 1797.
Elle est située à Saint-Hubert, en Belgique. Elle devint bénédictine en 817. Elle abritait les reliques de saint Hubert depuis l'an 825.
Alors que l'abbaye prenait son essor, un bourg s'est développé progressivement à ses côtés. Elle connut un grand rayonnement religieux, culturel et artistique. Sa prospérité et son influence attisèrent les convoitises. Au cours des siècles, la France, les Pays-Bas, Le Pays de Liège et le Duché de Luxembourg, tentèrent de contraindre l'abbé de Saint-Hubert à leurs vues et leurs exigences. Dévastée à plusieurs reprises au cours des siècles, l'abbaye fut toujours reconstruite.
Elle fut supprimée par les révolutionnaires français. Ces derniers la mirent sous séquestre en 1795 et en expulsèrent les religieux en 1797.
L'essentiel de ses bâtiments, reconstruits pour la plupart entre le XVIe siècle (église) et le XVIIIe siècle (quartier abbatial), subsistent à la fin du XXe siècle.

## Origine légendaire
La légende raconte que Plectrude, épouse de Pépin de Herstal, lors d’une visite dans son domaine d'Ambra en Ardenne, s’arrêta auprès d’un ruisseau, l’Andaïna, à quelques pas des ruines de l'ancien château d'Ambra pour s’y reposer.
Après un très fort coup de vent qui trouble bêtes et gens, un billet écrit et cousu de fil d'or tombe à ses pieds. Très émue, elle rassemble ses gens et s'empresse de regagner Herstal où elle fait aussitôt part des évènements à son mari.
Pépin II montre le parchemin à son aumônier, Bérégise, ancien moine de l'abbaye de Saint-Trond détaché auprès de la Cour, et lui demande le sens du texte.
Le futur saint y voit un message et une volonté du ciel : Dieu lui-même a choisi l’endroit, « où beaucoup d'âmes passeront de la terre au ciel », pour que des hommes pieux y œuvrent à l'évangélisation.
Pépin accorde une charte de fondation et une première dotation, et charge son aumônier d’y fonder une communauté religieuse.

## Géographie
L'ancienne abbaye de Saint-Hubert est située à Saint-Hubert, en Belgique, dans la province de Luxembourg.

## Histoire

### VIIesiècle: fondation
Vers l'an 687, un groupe de clercs réguliers conduit par Bérégise, qui sera leur supérieur pendant près d'un quart de siècle, s'établit à Andage (ou Andain)  —  auprès d'un ruisseau, l'Andaïna, et des ruines des bâtiments gallo-romains d'Ambra détruits à la fin du IIIe siècle — à l'initiative de Pépin de Herstal et de son épouse Plectrude,.
Cette nouvelle fondation reçoit d'importantes possessions au cœur du fisc royal d'Ambra.
Le Cantatorium, rapporte que Bérégise, lors de son installation, aurait relevé de ses ruines une première église dédiée à saint Pierre qui avait existé au sein du château d'Ambra. Selon une Histoire de l'abbaye de Saint-Hubert rédigée au XVIIe siècle par le moine Romuald Hancar, cité par Mouzon, cette église primitive aurait été édifiée vers l'an 102 par saint Materne, évêque de Tongres.

### VIIIesiècle: stagnation et même déclin
Un siècle après la fondation par Bérégise, malgré des débuts prometteurs, l’abbaye semble végéter ou même être déjà en déclin.

### IXesiècle: renaissance sous la protection de saint Hubert
Vers 815 une délégation de clercs se rend auprès de l’évêque de Liège, Walcaud, pour lui demander son aide. Après décision du Concile d'Aix-la-Chapelle de 817, Walcaud organise l'échange entre les religieux d'Ambra ou Andage (ou Andain), qui viendront reprendre la collégiale Saint-Pierre de Liège, ancienne abbaye fondée par saint Hubert lui-même, et les moines bénédictins, qui quitteront cette même abbaye pour Ambra où ils établiront l'abbaye bénédictine de Saint-Pierre en Ardenne afin d'y vivre suivant la règle bénédictine et d’œuvrer au mieux à l'évangélisation de l'Ardenne. Leur installation se fait le 10 août 817. Cette nouvelle abbaye devient la succursale méridionale du diocèse, avec pèlerinages annuels de tous les fidèles au tombeau du saint rendus obligatoires dès ces années (croix banales). La refondation est achevée en 825 avec la translation à Ambra du corps de saint Hubert, premier évêque, fondateur et saint patron de Liège, lui qui fixa à cette ville sa destinée en y installant l'évêché. Dès le IXe siècle, saint Hubert est réputé être l’apôtre et le patron de l’Ardenne.

### XeauXVesiècle: de l'essor à la renommée
L’abbaye prend alors son essor, porté également par le mouvement monastique du Xe siècle et l’enthousiasme des foules qui affluent en pèlerinage au tombeau de saint Hubert. Autour d'elle se crée une ville qui prend le nom de Saint-Hubert, éclipsant complètement les noms d’Ambra et d'Andage (ou Andain).
À partir du Xe siècle au moins les moines se font un nom en développant et dressant une race particulière de chiens de chasse à l’odorat singulièrement développé. Outre la chasse, les robustes et endurants chiens de Saint-Hubert étaient utilisés pour la recherche de voyageurs perdus dans la forêt. Annuellement, l’abbaye en offrait trois paires avec 3 couples d'oiseaux de proie ou de parc au roi de France.
Au XVe siècle se développe la ‘légende de saint Hubert’ : le saint converti à la vue d’un cerf arborant une croix entre ses bois. Propagée par les chasseurs, cette légende, déjà assez répandue dans beaucoup de pays d'Occident, ajoute de nouvelles pages à l'hagiographie déjà riche d'Hubert, grand thaumaturge, guérisseur de la rage et de maladies nerveuses, patron des forestiers, bûcherons, tanneurs, bouchers…

### XVIeetXVIIesiècles: prospérité
L’abbaye a un grand rayonnement religieux, culturel et artistique. Elle fonde au cours des siècles plusieurs prieurés : Saint-Pierre devant Bouillon, Saint-Michel de Mirwart, Saint-Brice de Sancy (Moselle), Saint-Michel de Cons-la-Grandville (Meurthe-et-Moselle), Saints-Jacques-et-Hubert de Moulins (Meuse), Saint-Sulpice de Prix (Ardennes), Saint-Thibault de Château-Porcien (Ardennes), Sainte-Marie d'Evergnicourt (Aisne) et plusieurs autres succursales ecclésiastiques comme la Converserie, Chauvency-Saint-Hubert… Elle hérite aussi de deux collèges de chanoines, Nassogne et Waha. L'abbé est ‘seigneur’ d’un territoire qui comprend un grand nombre de villages du pays d’Ardenne et bien au-delà. Il détient ainsi des droits féodaux comme propriétaire, suzerain, vassal, collateur, seigneur et même souverain dans plus de mille villages et hameaux d'Entre-Meuse-et-Rhin, jusqu'à Langres, Trèves-Coblence, Reims-Laon, Malines…

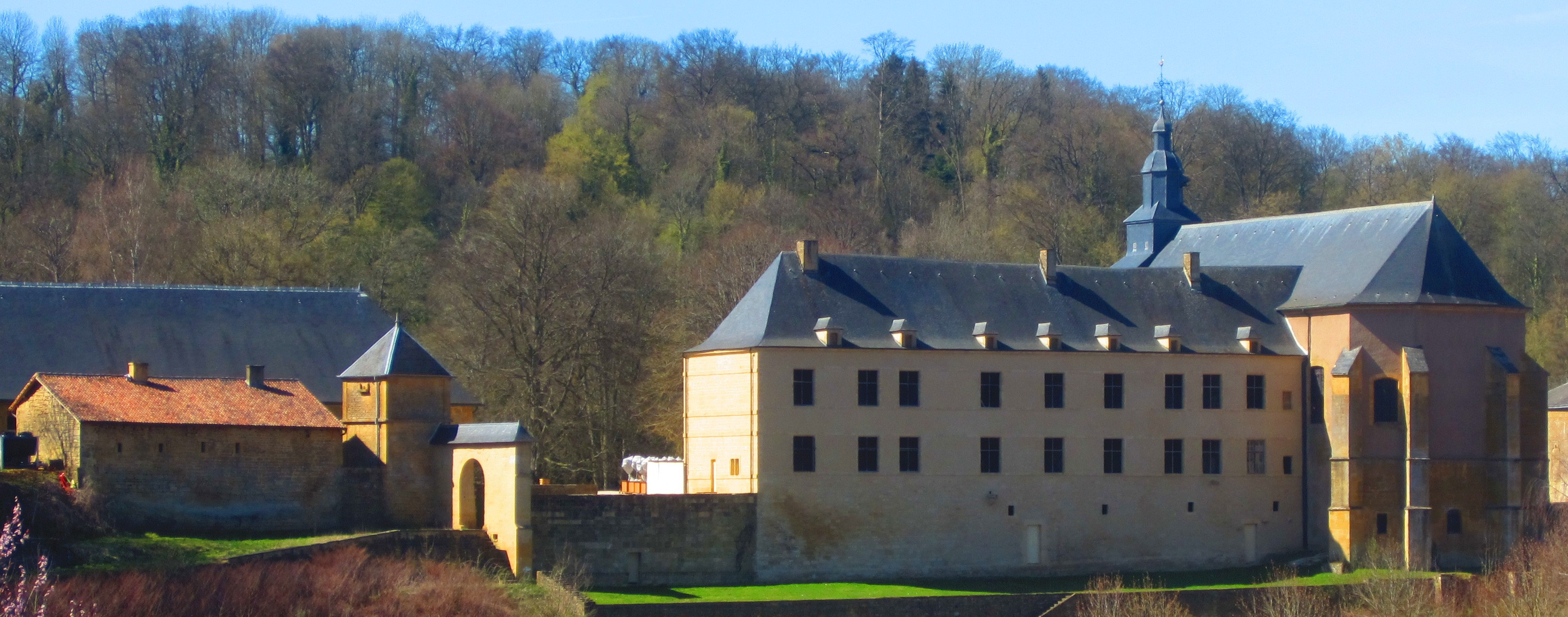
Prieure Saint-Michel de Cons-la-Grandville (Meurthe-et-Moselle)
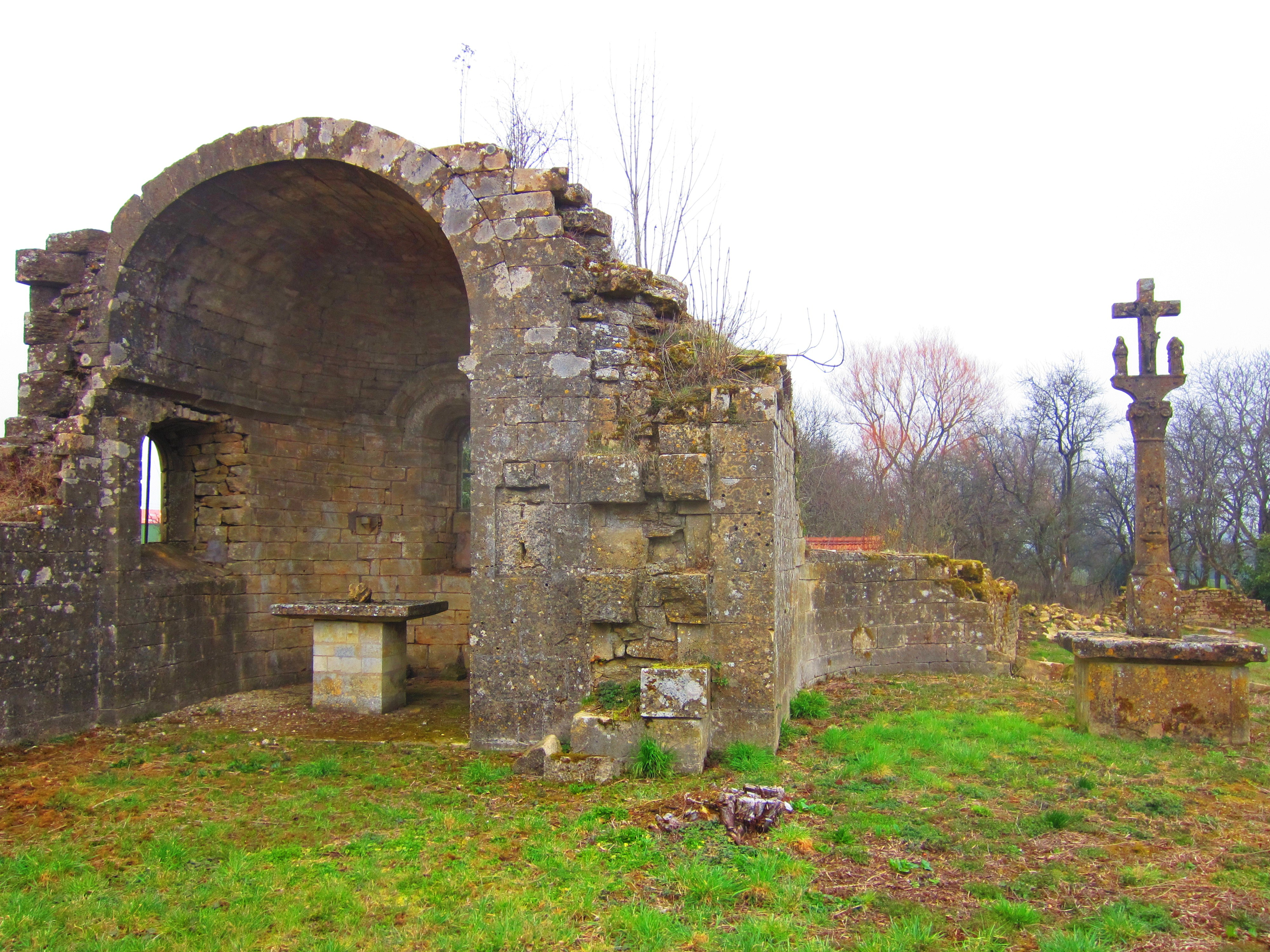
Ruines du Prieuré Saint-Brice de Sancy (Moselle)
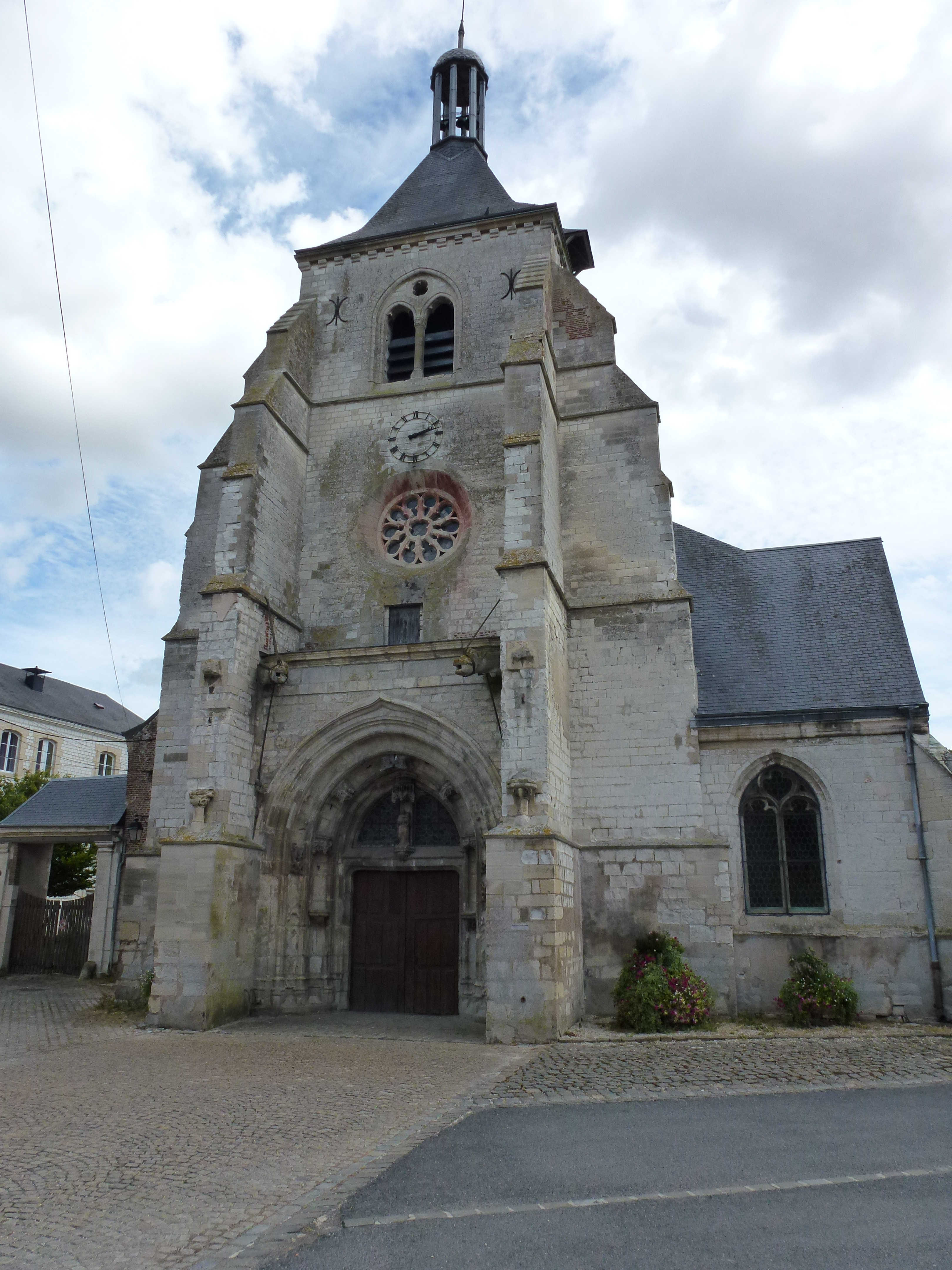
Église prioriale Saint-Thibault de Château-Porcien (Ardennes)
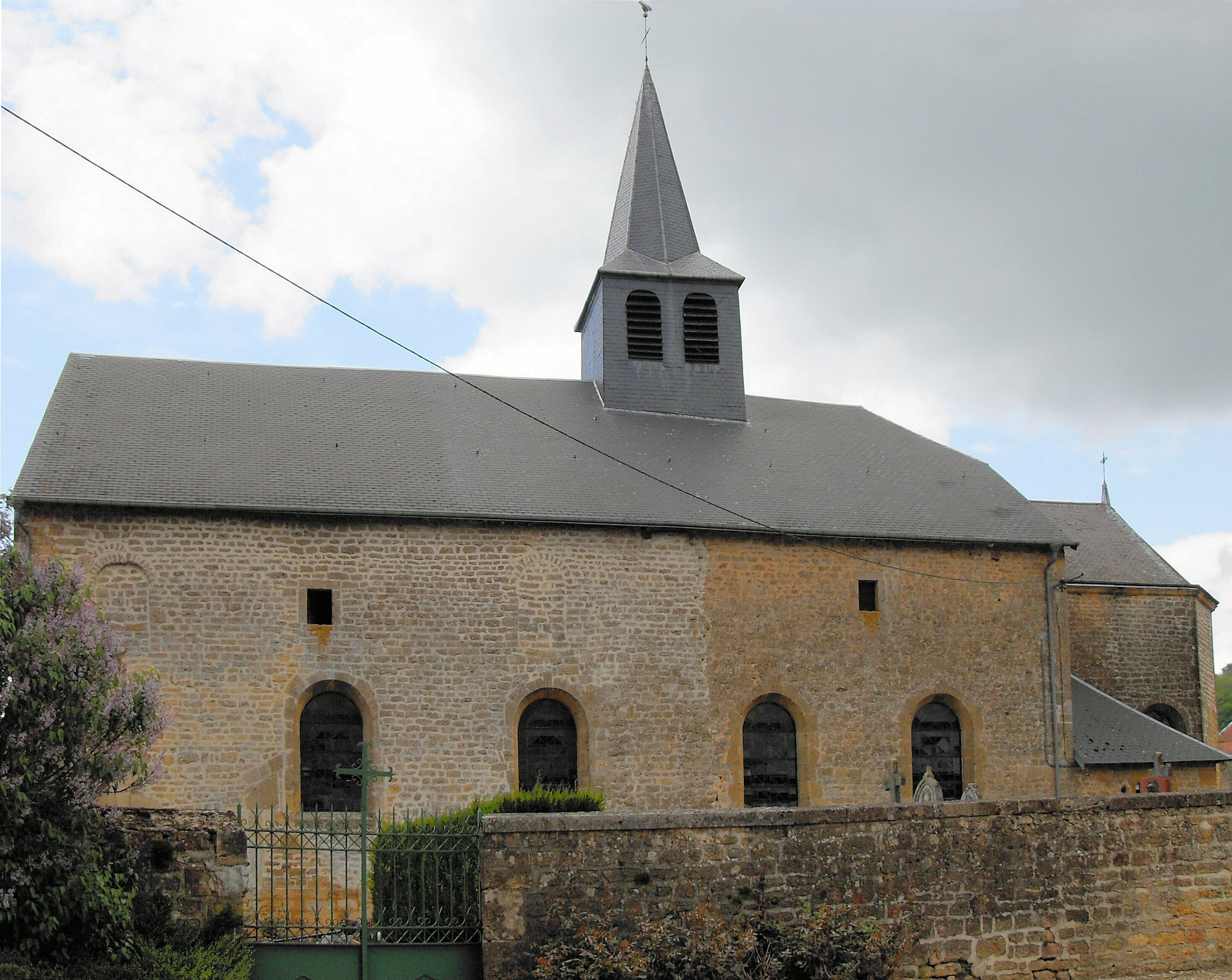
Église Saint-Hubert de Moulins-Saint-Hubert (Meuse)

Si au spirituel l’abbaye relève du diocèse de Liège, au temporel, elle est relativement autonome et neutre. Sa prospérité et son influence attirent cependant les convoitises des souverains voisins, et elle doit notamment s’adjoindre la protection de certains d’entre eux, sous le format de l’avouerie, que ce soit le duché de Bouillon, qui dépend de la principauté de Liège, ou bien du duché de Luxembourg. L’abbé de Saint-Hubert participe en effet souvent aux États de Luxembourg, et est considéré comme partie du quartier de Neufchâteau, dans l’administration du duché. Son indépendance est pourtant reconnue encore par Charles Quint en 1522. 
Au cours des siècles, le royaume de France, les Pays-Bas, la principauté de Liège ou encore le Duché de Luxembourg, tentent de s’allier à l’abbé de Saint-Hubert ou de le contraindre à leurs vues et exigences, se plaçant comme ses protecteurs. Ce dernier se cherche cependant un protecteur puissant, autre que son avoué à la solde de la maison de Luxembourg ou de la principauté de Liège, de l’influence desquels il voudrait se soustraire. Il le trouve en la personne du roi de France, et ce de Louis XI à Louis XV. Ainsi, en 1676, le duché de Bouillon s’émancipe de la principauté de Liège, avec l’aide de la France, ce qui libère l’abbaye de l’influence du prince-évêque.

Jacques Charneux et Bernard Wodon décrivent ainsi l'abbaye au temps de sa grande prospérité :
«  Âme et pivot vital de l'Ardenne pendant plus d'un millénaire, l'abbaye bénédictine de Saint-Hubert - la plus considérable institution de la contrée - comptait parmi les plus illustres d'Europe occidentale. Sanctuaire vénéré et célèbre d'un culte de renom international, centre religieux et intellectuel, c'est aussi le noyau d'un domaine étendant ses possessions de la Champagne à la Hesbaye jusqu'à la Moselle. Enfin, siège d'une terre seigneuriale dont l'indépendance et la neutralité parfois contestées ont fait d'elle l'enjeu de convoitises, l'abbaye hubertine offre l'aspect d'une institution monastique mais aussi politique. »

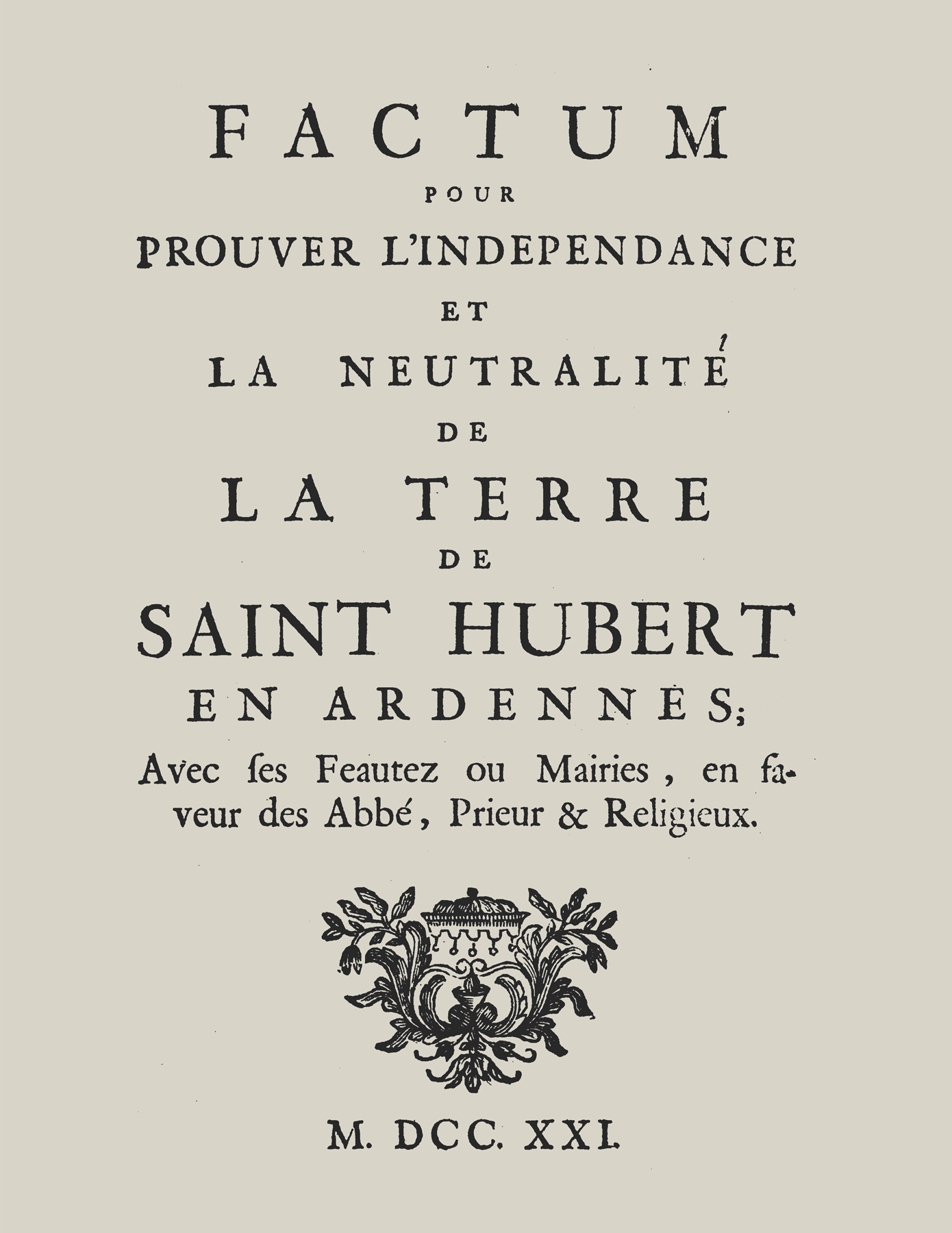
Factum pour prouver l'indépendance et la neutralité de la Terre de Saint-Hubert, publié en 1721
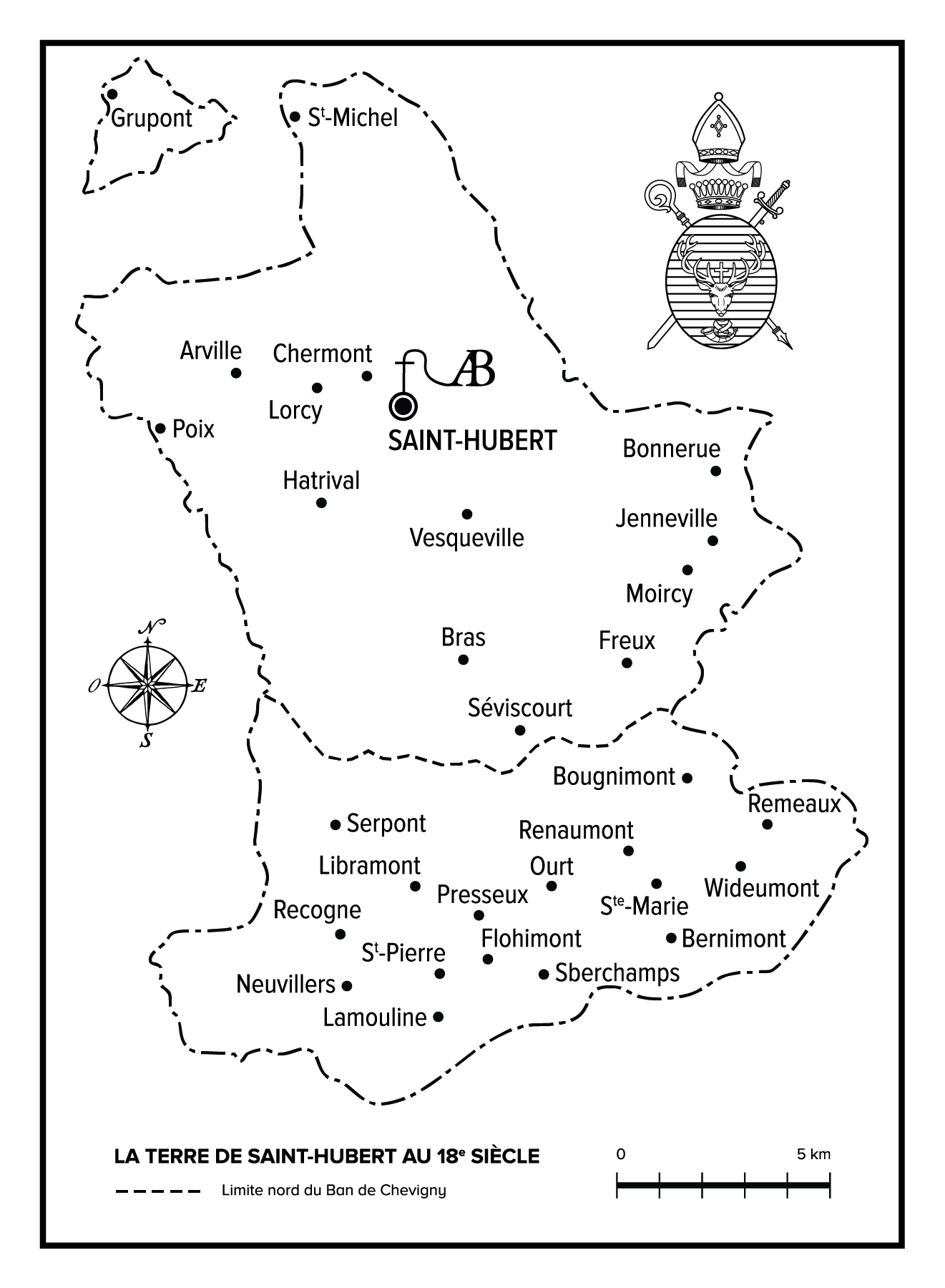
La Terre de Saint-Hubert au XVIIIe siècle
La Terre de Saint-Hubert (1789), enjeu stratégique pour les Pays-Bas autrichiens, la Principauté de Liège et la France

### XVIIIesiècle: suppression et vente
Au XVIIIe siècle, l'abbaye était riche et avait un revenu annuel de 180 000 écus, en étant le centre intellectuel de l'Ardenne.
Le 25 mai 1794, l’armée française de la Moselle pénètre dans Saint-Hubert et la pille. Le dernier abbé, Nicolas Spirlet, se réfugie chez les frères mineurs capucins de Montjoie, où il meurt le 16 septembre 1794.
Le 11 janvier 1795, le séquestre est prononcé sur toutes les propriétés religieuses. À Saint-Hubert, cette mesure devient effective le 2 février 1795 (14 pluviôse an III). Le  28 décembre 1796 (8 nivôse an V), l’ordre de départ est donné aux moines de Saint-Hubert qui, expulsés une première fois le 19 avril 1795, avaient réintégré leur abbaye à une date inconnue. Le 27 janvier 1797, les derniers occupants en sont chassés par la force.
La loi du 6 novembre 1796 (16 brumaire an V) ordonnant la vente des biens nationaux est appliquée à partir de février 1797. Le 21 mai 1797 (2 prairial an V), on enlève les cloches, vendues à la compagnie Launoy, Melletier et Galle, au prix de cinquante francs le quintal. Le 10 octobre 1797 (19 vendémiaire an VI), l'abbaye est vendue aux enchères avec tous ses biens au sénateur français Jean-Barthélemy Le Couteulx de Canteleu, riche financier et armateur négrier rouennais. Le 20 mars 1807, il cède l'abbatiale à un certain Pierre Boignes. Église et bâtiments abbatiaux vont dès lors connaître des sorts distincts.

### XIXeauXXIesiècles: sauvetage et fortunes diverses

#### L'église abbatiale
Pierre Boignes, un marchand de métaux parisien, essaye de revendre l'église abbatiale au prix le plus intéressant, quitte à la faire démolir pour en récupérer les matériaux.
Des habitants de Saint-Hubert décident alors de tout tenter pour sauver ce monument menacé de destruction par son nouvel acquéreur. Mais leur volonté dépassant leurs ressources, ils étaient sur le point d'échouer lorsque Joseph Pisani de la Gaude, évêque de Namur prend les choses en mains. Désireux de sauver la plus belle église de son nouveau diocèse, il engage les fidèles à fournir les sommes nécessaires au rachat et fait appel aux évêques de Gand, d'Aix-la-Chapelle et le chapitre métropolitain de Malines qui ordonnent des collectes dans toutes les églises de leurs diocèses respectifs. Il s'adresse aussi à Jean Zaepffel, évêque de Liège, le 26 juin 1807. Le prélat prescrit des collectes dans son diocèse par décret du 27 juillet. On parvient ainsi à rassembler les sommes nécessaires pour acheter l'église et la remettre en état de servir au culte. Le diocèse de Liège figura donc pour une partie importante dans les sommes recueillies.
Le 7 juin 1808, l'acte d'achat, signé par dix notables locaux, est passé devant le notaire Dehez et l'église conservée à la religion et aux arts. Le 1er août 1809, par un second acte authentique reçu par le même notaire, les acquéreurs déclarent formellement que tout le prix d'achat soldé au vendeur provient des collectes effectuées et renoncent à tout droit de propriété sur l'église abbatiale. Devenue paroissiale cette même année 1809, l'église est élevée au rang de basilique mineure sous l'appellation Basilique Saint-Hubert le 6 juin 1927 à l'occasion du 1 200e anniversaire de la mort de saint Hubert.

#### Les bâtiments abbatiaux
Sous l'occupation française puis hollandaise, le quartier, les bâtiments du site abbatial et les dépendances non vendus ou même rachetés à de premiers acquéreurs par la République accueillent d'abord brièvement, du 16 novembre 1794 au 16 juin 1795, l’administration centrale du département des Forêts. Ils deviennent ensuite le siège, accompagné de nombreuses administrations dont la maréchaussée, d'une sous-préfecture et d'un arrondissement judiciaire du département de Sambre et Meuse, puis du Grand-duché de Luxembourg de Guillaume Ier puis du Luxembourg belge, et ce jusqu'à la séparation des deux Luxembourg en 1839, qui créa la province de Luxembourg.
L'abbaye abritait depuis 1962 les Archives de l'État à Saint-Hubert, qui conservaient entre autres l'important fonds d'archives de l'ancienne abbaye. Ce dépôt a fermé définitivement ses portes le 1er mars 2019. Les collections ont été transférées aux Archives de l'État à Arlon. Les bâtiments hébergent actuellement les services culturels de la province de Luxembourg, un centre de plein air et les services administratifs provinciaux du Département citoyen.

## Héraldique
| Armoiries de l'ancienne abbaye de Saint-Hubert. | Les armoiries de l'abbaye, visibles sur un panneau sculpté d'une des portes de la galerie au rez-de-chaussée du quartier abbatial, se lisent comme suit : D’azur à la rencontre de cerf crucifère soutenu d’un cor enguiché, le tout d’or. Elles sont sommées d'une mitre, l'abbé Bertrand d'Ocquier (1399-1422) ayant obtenu du pape pour lui-même et ses successeurs le droit de porter les ornements pontificaux,. Une épée, symbole du pouvoir temporel de l'abbé, et une crosse, symbole de son pouvoir spirituel, sont posées en sautoir derrière l'écu. Après le 27 juin 1633 et l'achat de la vicomté d'Anseremme par l'abbé Nicolas de Fanson, les abbés de Saint-Hubert sommèrent également leurs armes d'une couronne à neuf perles. Depuis l'année 2000, ces armoiries sont portées par la Ville. Elles remplacent celles qui lui avaient été attribuées sous le régime hollandais, par arrêté royal du 21/12/1819 (officiellement: D'azur au saint Hubert nimbé et au cerf porte-Christ au naturel. L'écu timbré d'une couronne d'or.). |

## Religieux de Saint-Hubert

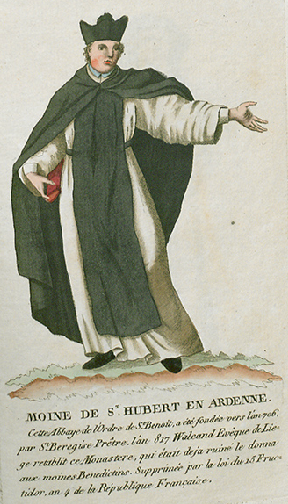
Moine de St. Hubert en Ardenne.

## Patrimoine architectural

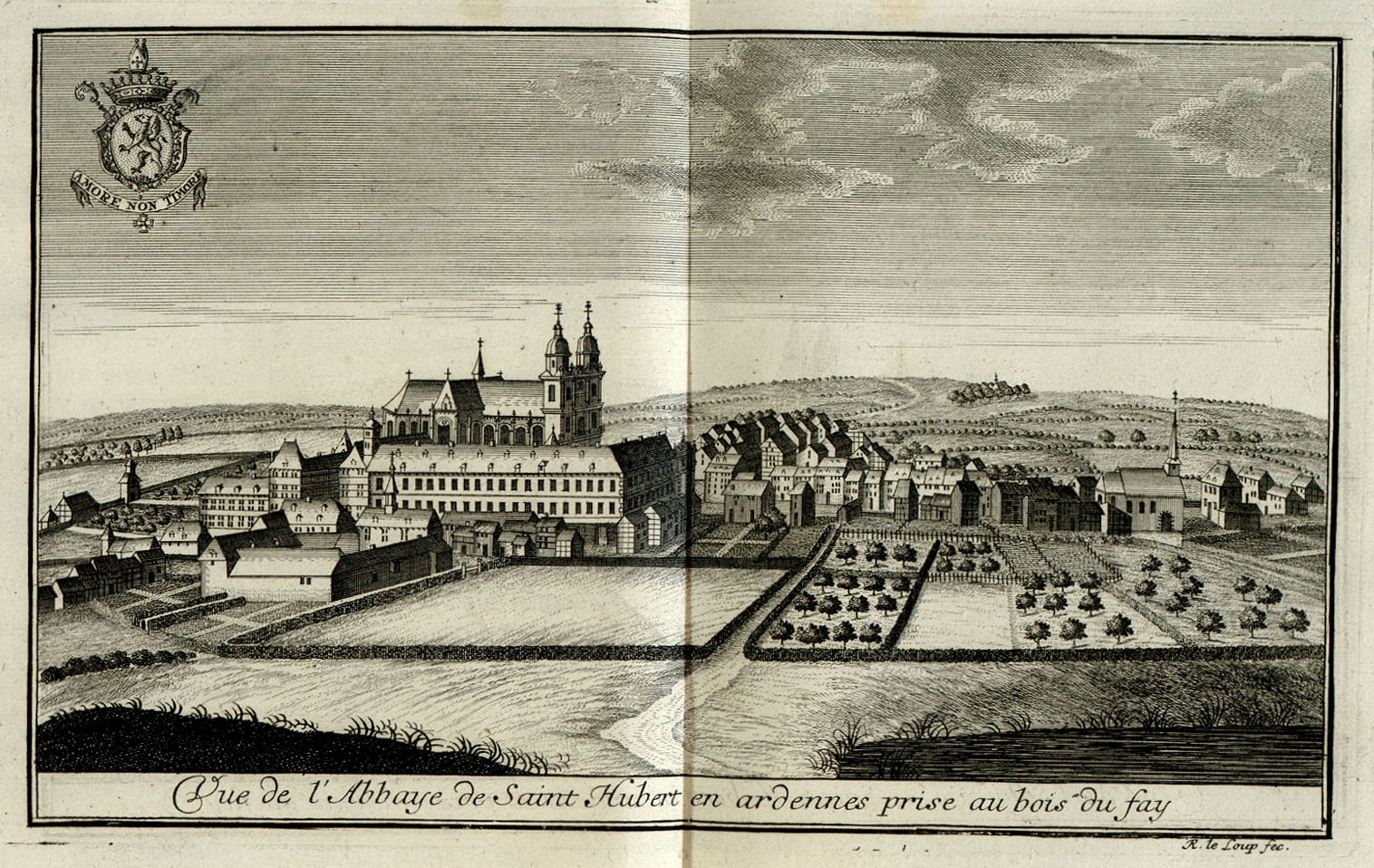
Gravure de Remacle le Loup extraite des Délices du Païs de Liége, T. 3, de Pierre Lambert de Saumery (1743).

L'abbaye de Saint-Hubert a connu bien des tribulations. Dévastée plus d'une fois, elle fut toujours reconstruite. Les bâtiments qui ont survécu datent pour l'essentiel de la période du XVIe siècle au XVIIIe siècle.

### L'église abbatiale
Construite de 1526 à 1564, l'église actuelle, de style gothique flamboyant brabançon, succède au même emplacement à un édifice roman à trois nefs, érigé de 1133 et 1167 sous les abbés Gislebert (1133-1144) et Jean de Wahart (1144-1167) après qu'un incendie ait anéanti les constructions précédentes en 1130. Cet édifice roman a subsisté jusqu'en 1525, à l'exception de son « Westbau » remplacé au XIIIe siècle sous l'abbatiat de Thierry III de Waha (1212-1242) par un avant-corps de style gothique primaire,. L'église conserve des éléments des XIIe et XIIIe siècles. Le décor intérieur et la façade datent du XVIIIe siècle.
La façade actuelle, baroque, prit son aspect actuel vers 1700 sous la conduite de frère Bérégise, moine convers, et d'Arnold Hontoire. Elle englobe les tours jumelles en gothique primaire de 1230, remaniées après chaque incendie. Elle porte au-dessus du portail les armoiries de l'abbé Lefebvre (1686-1727). À son sommet, un relief en pierre représente la conversion de saint Hubert. Réalisé vers 1700-1702, il est vraisemblablement de la main du sculpteur liégeois Arnold Hontoire. Il est lui-même surmonté d'une statue du saint, œuvre du sculpteur Jean Willame. Cette statue, posée le 1er juillet 1986, remplace l’originale, enlevée par précaution en 1958 après que sa tête soit tombée sur la place de l’Abbaye en 1949.
Une intéressante crypte de 1080, vestige des trois cryptes créées par saint Thierry de Leernes[réf. nécessaire], se trouve sous le chœur de l’église. Son pavement, semblable à celui du sanctuaire de l'ancienne collégiale Saint-Jacques de Liège, serait du XVe siècle. La vierge, sedes sapientiae, copie de l'originale de 1230 de l'abbé Jean III de Waha, au musée diocésain, y a été replacée en 1949.
L’intérieur de cette église ogivale est un vaste sanctuaire de 95 m de long sur 30 m de large. La décoration intérieure associe les XVIIe et XVIIIe siècles, renfermant un remarquable mobilier ancien. On y trouve :
- un retable de 24 tableaux en émaux de Limoges du second tiers du XVIe siècle (1530-1560), fortement endommagé par des soldats huguenots en octobre 1568, rattaché à l'atelier de Martin Didier et inspiré de la Petite Passion (1511) d'Albrecht Dürer[39] ;
- un vitrail posé en avril 1542, don d'Adolphe de Schauenburg, coadjuteur de Cologne[40] ;
- un retable de saint Hubert, sous la forme d'un tableau de 1648;
- un buffet d'orgue de 1685[41] ;
- les lambris de marbre du chœur provenant de la carrière de l'abbaye à Thise (Humain), datés de 1721[42] ;
- un maître-autel en marbre[43], de 1721, avec comme élément central une Vierge à l'enfant signée du nom du sculpteur Renier Panhay de Rendeux[44], les autres statues qui le décorent (Christ triomphant, saints Pierre et Paul, saint Benoît, sainte Scholastique, anges et angelots) pouvant être attribuées à Cornélis Vander Veken[45] ;
- des stalles de 1733, œuvre du menuisier Pierre Martiny et du sculpteur Jean-François Louis, gendre d'Arnold Hontoire[46] ;
- des statues monumentales des quatre évangélistes de Guillaume Evrard (4 de ses 8 chefs-d’œuvre)[47];
- le cénotaphe néo-gothique en pierre de France de saint Hubert, surmonté d'une statue accoudée du saint en marbre de Carrare de facture classicisante, œuvre de Guillaume Geefs datée de 1847[48].

L'église conserve par ailleurs l'étole de saint Hubert, une volute de crosse, un olifant, un peigne liturgique, des reliquaires de trois des «Vierges de Cologne», des saints Bérégise et Thierry Ier de Leernes, abbé de 1055 à 1086. On y remarque aussi une statuette de bois polychrome haute de 82 cm, figurant un chevalier agenouillé. Réalisée vers 1445, d'origine vraisemblablement locale, elle a parfois été considérée comme un cadeau du roi de France Louis XI, très attaché à la chasse et devenu depuis peu le protecteur principal de l'abbaye, à la demande de Nicolas I de Vervoz (1444-1474), et qui inaugurera ainsi une tradition qui perdurera jusqu'à Louis XVI.

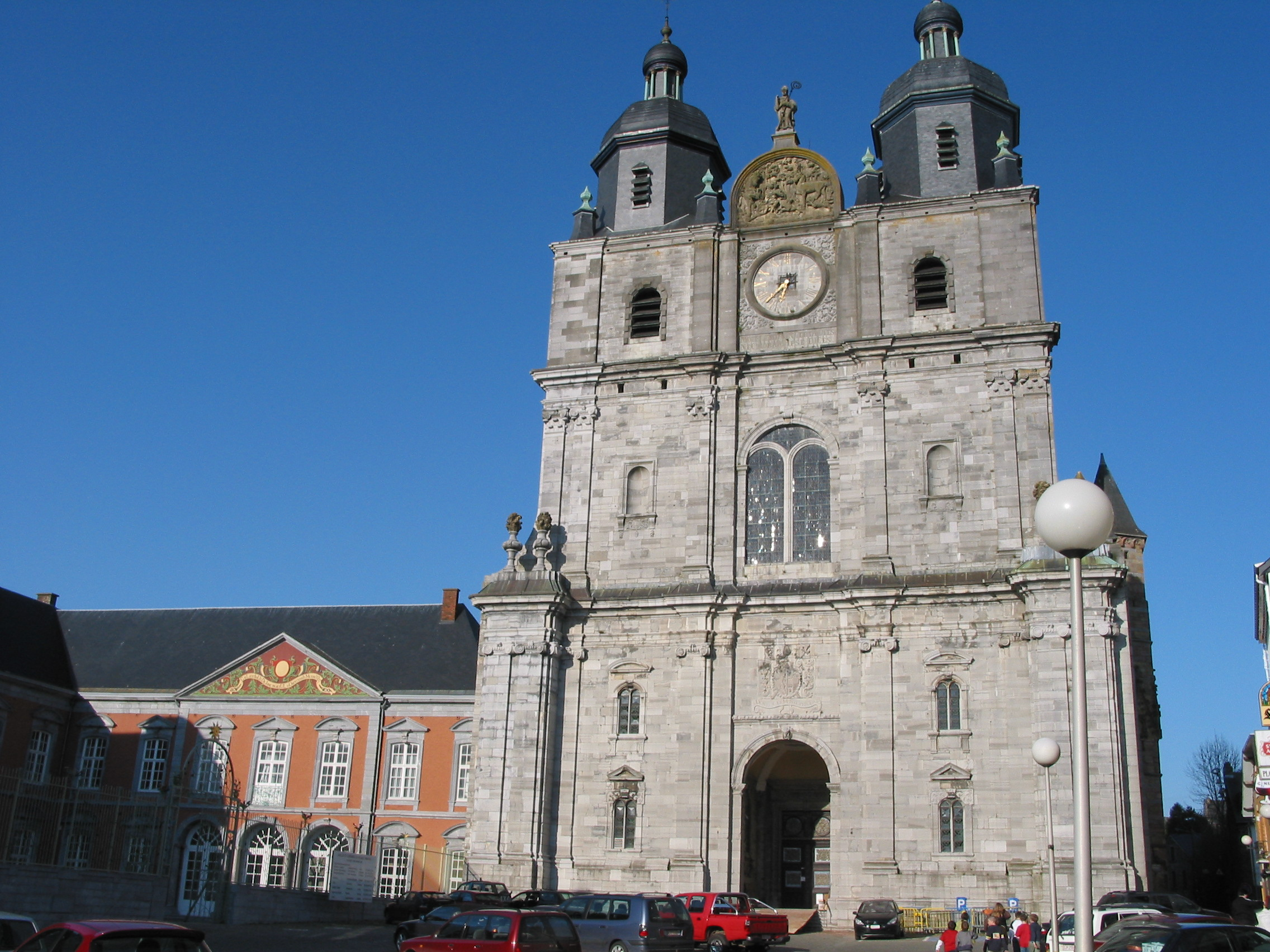
Abbaye de Saint-Hubert : façade (1700-1702) de l'abbatiale
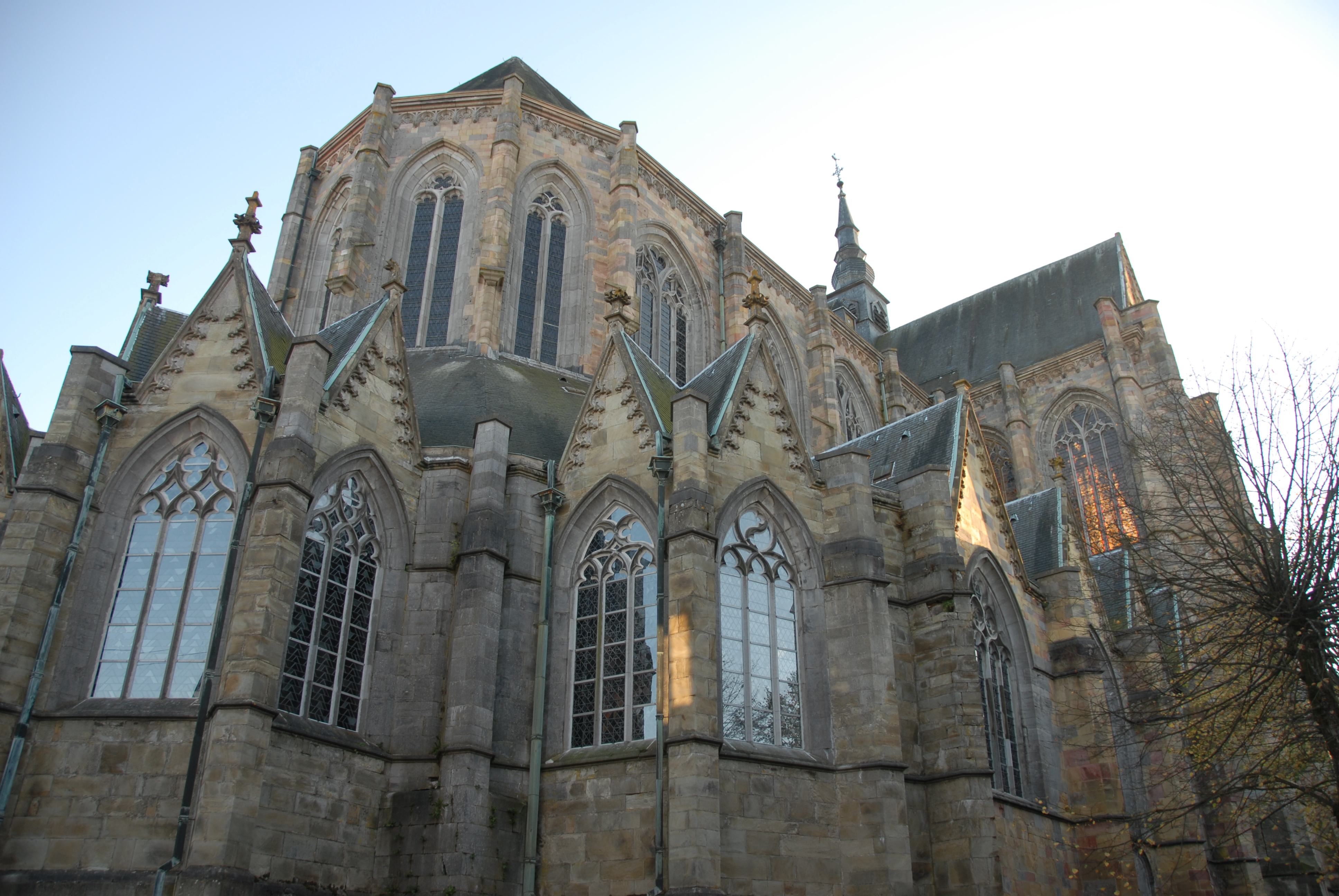
Abbaye de Saint-Hubert : chevet de l'abbatiale (XVIe siècle)
Abbaye de Saint-Hubert : plan de l'abbatiale

### Les bâtiments conventuels et le quartier abbatial
L'abbaye, ravagée par un incendie en 1635, est reconstruite en 1639 par l'abbé Nicolas de Fanson (1611-1652). Trois ailes de bâtiments de cette époque subsistent le long du côté nord de l'abbatiale, dans la «cour des Tilleuls».
Le quartier abbatial, de style Régence, est rebâti de 1729 à 1731 à l'initiative de l’abbé Célestin De Jong (1728-1763) dont les armes ornent le fronton de la façade principale, encadrée par deux ailes latérales,. L'intérieur en est bien conservé. On y relève des marbres et des taques de cheminée, une galerie, un escalier d'honneur en fer forgé de 1731, les boiseries de la bibliothèque, des vestiges des ensembles picturaux de Nicolas Thierry de Verdun (XVIIIe siècle) et de Charles-Joseph Redouté (1715-1776), une porte de 1639,.
Véritable chancellerie abbatiale, le quartier abbatial se devait d’être prestigieux puisqu'il était destiné aussi à accueillir les visiteurs de marque qui logeaient à l’abbaye.

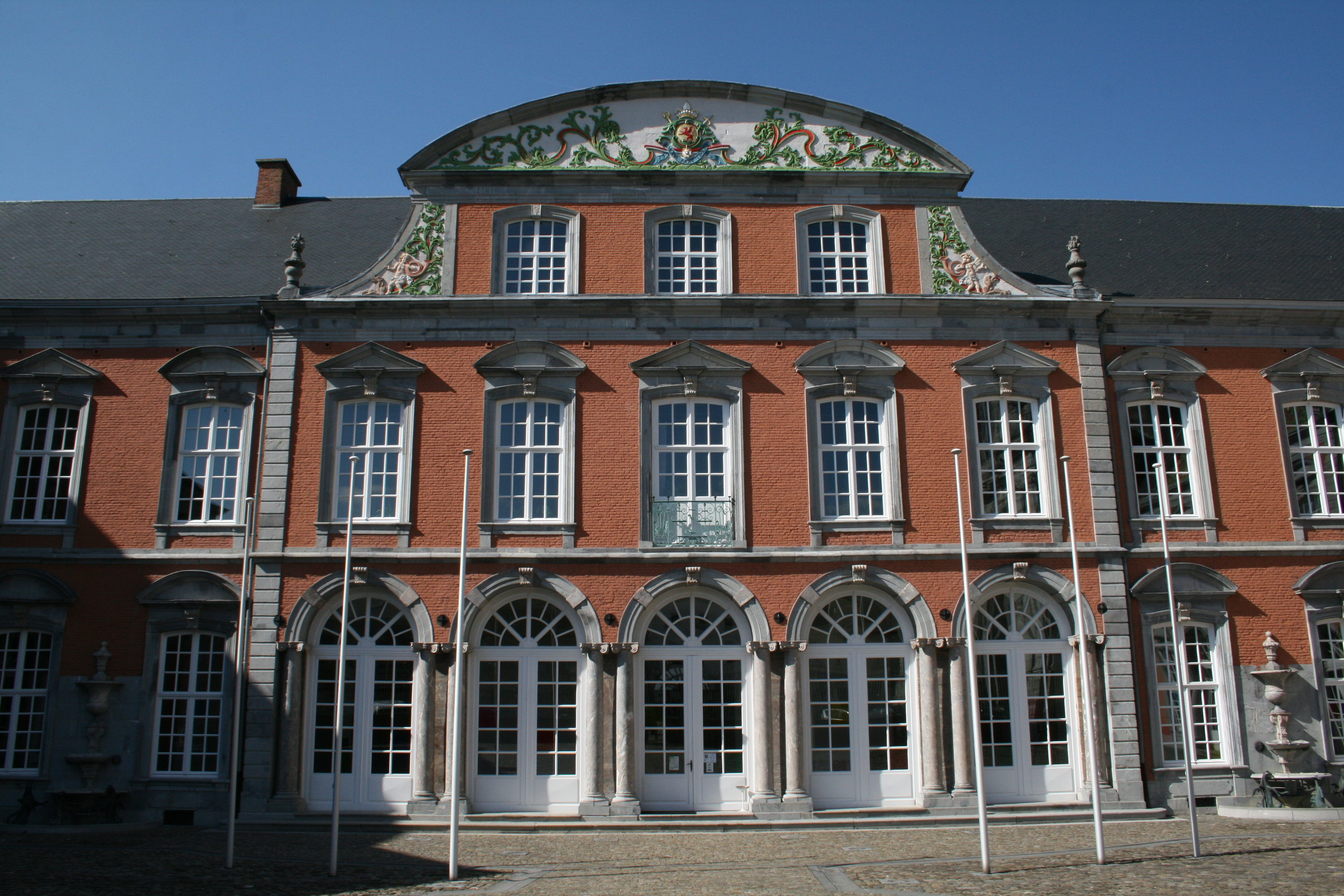
Abbaye de Saint-Hubert - Le quartier abbatial : aile centrale
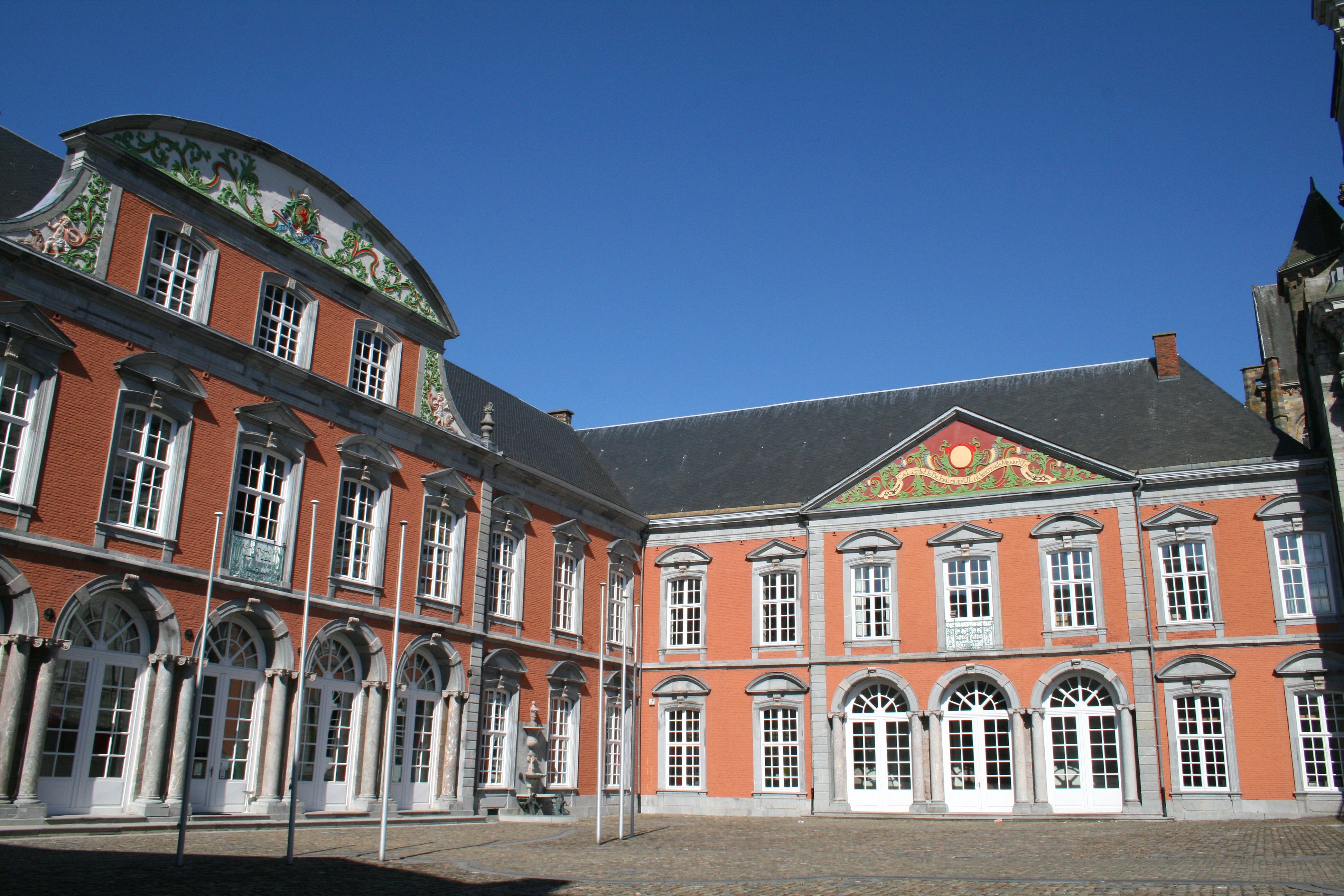
Abbaye de Saint-Hubert - Le quartier abbatial : ailes centrale et est
Abbaye de Saint-Hubert, schéma des principaux bâtiments avec dates de construction

### La porte du Parc

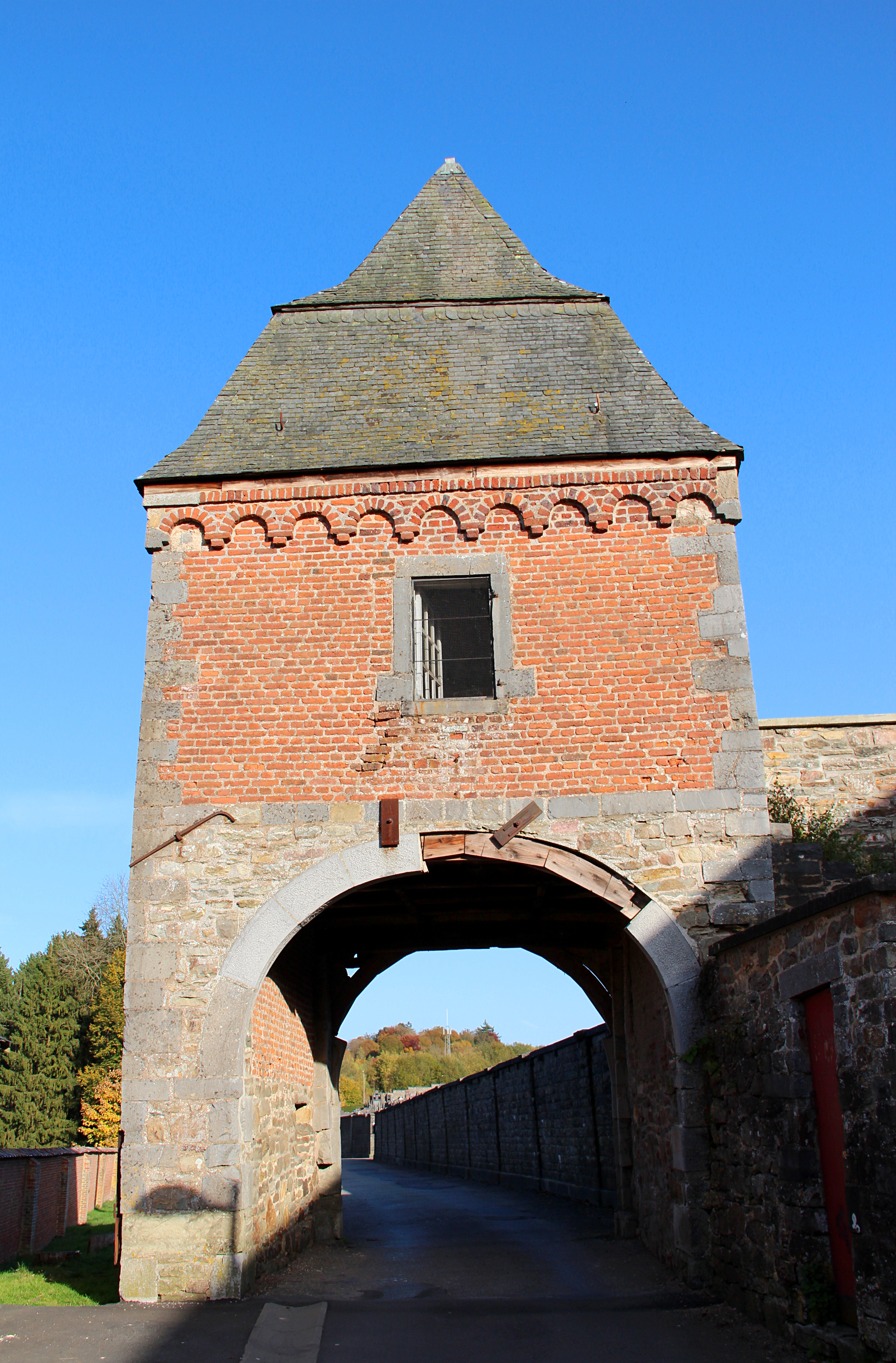
Abbaye de Saint-Hubert - La porte du Parc, XVIIe siècle.

La porte du Parc, reconstruite avec l'enceinte de l'abbaye de 1659 à 1662 par l'abbé Benoît Laurenty de Lessive (1652-1662), enjambe la rue du même nom à l'arrière de la basilique. Elle constitue, avec le bastion de l'abbé Nicolas de Fanson (1611-1652), le peu des défenses abbatiales encore debout. Les premières fortifications — un kilomètre de murailles environ, 9 tours et au moins 4 portes — avaient été construites dès l'an 940 par l'abbé Frédéric.
Cet édifice jouxtait le cimetière des moines. Le local de l'étage servait de morgue.

### L'hôpital «des pauvres pèlerins»
L'existence d'un hôpital abbatial au service des malades et des pèlerins est attestée depuis l'abbatiat de Thierry de Leernes (1055-1086). Incendié et rebâti à plusieurs reprises, il fut reconstruit à neuf rue de la Fontaine en 1607 sous l'abbé Jean de Masbourg (1599-1611). Le bâtiment actuel ne représente plus à lui seul qu'un quart environ des anciens bâtiments hospitaliers. Vendu par les révolutionnaires à un particulier, il fut aménagé pour le roi Léopold I qui l'appelait « mon petit pied à terre » et qui l’occupa chaque automne pendant près de vingt ans.

### La bouverie de Chermont
La bouverie de Chermont fut construite par l'abbé Nicolas de Fanson (1611-1652) vers 1645 à l'emplacement des ruines et des terres du hameau de Chermont, dont les propriétaires étaient tous décédés lors de la grande peste et dont plus personne ne voulait. Elle exploitait un domaine d'un seul tenant de plus de cent hectares où l'abbaye élevait un bétail important (bêtes rouges). Saisie par la République et vendue avec les biens abbatiaux en 1797, elle fut transformée au XIXe siècle en ferme agricole et d'élevage par les propriétaires successifs pour abriter les nombreux domestiques, le chartil, le bétail et les récoltes d'une importante exploitation. Réaménagée il y a quelques années en résidence, elle a constitué avec les exploitations de Bure et Hurtebise, non concédées en fermage (comme Hatrival, Séviscourt, Tavier, Terwagne, et de nombreuses autres), les trois bouveries, voisines de l'abbaye, gérées en direct par ses oblats, convers et domestiques.

### Le Fourneau de Masblette, aujourd'hui Fourneau Saint-Michel
À 7 kilomètres au nord de la ville, à Saint-Michel, au bord de la Masblette, se trouve l'ensemble de bâtiments du Fourneau de Masblette, construit et mis en service en 1771 par l'abbé Nicolas Spirlet (1760-1794) et devenu un hameau-musée consacré aux débuts de l’industrie du fer et de la sidérurgie en Wallonie. Il fait aujourd'hui partie de l'ensemble muséal du Fourneau Saint-Michel avec le Musée de la vie rurale en Wallonie, un écomusée de plein air qui rassemble différents types de maisons et bâtiments anciens provenant des différentes régions wallonnes,.

### La Converserie
À une dizaine de kilomètres au nord-est de Saint-Hubert, la Converserie, située actuellement sur la commune de Tenneville, comporte encore des parties de bâtiments anciens. Le premier hospice y fut construit en 1152 par l’Abbaye sur un terrain offert par le Comte Henri de La Roche et tenu par les convers, d'où son nom. Il était destiné à accueillir pèlerins et malades se rendant au tombeau de saint Hubert et traversant la grande forêt au risque de subir des attaques de loups ou de se perdre par temps de brume et brouillard, dans l'obscurité, dans les fanges, la neige, etc. La nuit et par mauvais temps, une cloche sonnait à intervalles réguliers pour orienter les égarés... Les terres exploitées par les moines et essartées sur la forêt, la lande et la fagne constituent aujourd'hui encore une clairière importante autour des bâtiments hospitaliers et des anciens bâtiments agricoles. Rénovée par le Comte de Launoit pour les chasses des princes de Réthy, la Converserie a été achetée et exploitée comme centre de séminaire par le baron Coppée après que le roi Baudoin eut renoncé aux chasses royales de Freyr et de Saint-Hubert.

### La carrière de marbre

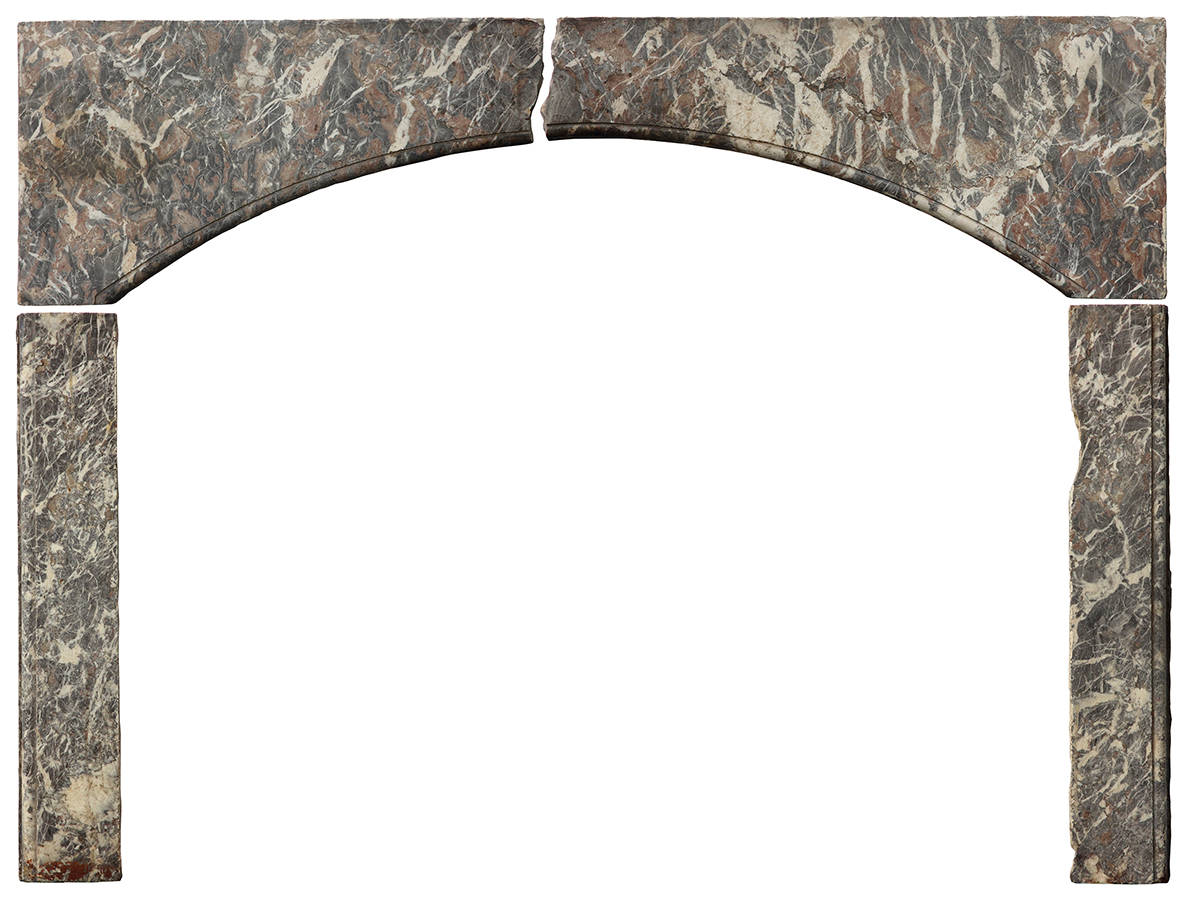
Manteau de cheminée, marbre de Saint-Hubert, provenant de la "Maison des Blancs Curés" à Waha, conservé au Famenne & Art Museum.

Le patrimoine architectural de l'abbaye se constitue au XVIIIe siècle par l'extraction directe de pierres naturelles. Le calcaire provient de la proche Calestienne et est extraite des carrières de Bure, Forrières, Han, Rochefort et Wavreille, possessions de l'abbaye. L'embellissement ou la construction d'édifices monumentaux et prestigieux, tels que l'église et le quartier abbatial, justifie l'utilisation du marbre, à la mode dans l'architecture baroque. En 1709, l'abbé Clément Lefebvre acquiert auprès du seigneur de Havrenne Jean-François de Bechet un terrain situé au Thier de Coquerai, à proximité du village de Humain, sur le plateau du Gerny. Des textes jusqu'en 1757 témoignent de l'existence d'une carrière de marbre rouge du Famennien. L'endroit se situe à environ un kilomètre du lieu d'extraction du marbre de Saint-Remy, propre à l'abbaye voisine de Rochefort. Le marbre de Saint-Hubert serait "plus clair" - à dominante grise et aux veines caractéristiques dites de "ciment"  - que celui de Saint-Remy.
Des frères convers supervisent le travail d'extraction à la carrière. Ils rémunèrent et surveillent les ouvriers, traduisent les projets des maîtres d'ouvrages, conservent et interprètent les plans. Le marbre extrait est ensuite scié et poli dans un moulin abbatial situé à Grupont. Enfin, des tailleurs de pierre lustrent, assemblent et montent les blocs sur place à Saint-Hubert . Ce marbre se retrouve, ou s'est retrouvé, à plusieurs endroits dans l'église : jubé, pavements, lambris du chœur, autels, escaliers du sanctuaire... Les colonnes, encadrement de portes et cheminées du palais abbatial témoignent également de cette pierre. Le marbre de Saint-Hubert se retrouve également dans les châteaux de Bure (aujourd'hui, le Collège d'Alzon) et de Mirwart, dans l'autel de l'église d'Awenne, à l'ancien hôpital et au presbytère de Saint-Hubert, toutes constructions associées de près ou de loin à l'abbaye. Les relations extérieures des abbés du XVIIIe siècle favorisent l'exportation de ce marbre dans l'exécution de monuments funéraires visibles dans les églises paroissiales de Melreux, de Habay-la-Neuve et de Tuntange. Trois cheminées et des tables furent livrées à Mannheim, pour la résidence du prince palatin Charles III Philippe.
La carrière est probablement fermée sous l'abbatiat de Nicolas Spirlet (1761-1794). Elle ne figure pas sur la carte des Pays-Bas autrichiens dressée par le comte de Ferraris (1771-1778). La carrière sera reprise du XIXe au XXe siècle par des laïcs, après la dissolution de la communauté monastique. Aujourd'hui, le site, propriété de l'abbaye Saint-Remy de Rochefort, est classé comme réserve naturelle. Les parois subsistantes permettent de reconstituer les divers modes d'extraction de la pierre, dont, de façon assez originale, un sciage par lame apposée directement sur la paroi afin de débiter de grands blocs.
Les travaux de restauration de l'église de Saint-Hubert menés aux XIXe et XXe siècles valorisèrent la pierre nue et une restitution gothique. Des lambris de marbre furent démontés. Des lots de ce matériau seront même mis aux enchères en 1927, au moment de la consécration de l'église  comme basilique mineure. Des musées, comme le Famenne & Art Museum, conservent du mobilier réalisé avec du marbre de Saint-Hubert .